# 帕氏方頭魚
帕氏方頭魚，又稱帕氏馬頭魚，為輻鰭魚綱刺尾鯛目弱棘魚科方頭魚屬的其中一種，分布於西澳大利亞赫德蘭港海域，棲息深度200-202公尺，體長可達25.5公分，生活在沙泥底質的大陸棚，為底棲性魚類，屬肉食性，生活習性不明。

## 擴展閱讀
維基物種上的相關：帕氏方頭魚